# A Tolnai Világlapja Ajándéka
A Tolnai Világlapja Ajándéka magyar szépirodalmi könyvsorozatot a 20. század legelején adták ki.

## Története, jellemzői
Az 1900-as években a Magyar Kereskedelmi Közlöny Hírlap és Könyvkiadó Vállalat gondozásában Budapesten megjelent, női domborművel, sorozatjelzéssel, és keretes címmel ellátott zöld borítójú, fekete gerincdíszes, könnyű papírra nyomott vékony, hosszú alakú kötetek korabeli írók szépirodalmi műveit bocsátották a nagyközönség részére. A sorozat kötetei nem rendelkeztek kiadási évszámmal. Nagy valószínűség szerint az 1910-es évekig jelent meg a sorozat. A sorozat tartalmazott néhány ismeretterjesztő művet is. 
A sorozatnak létezett ritkább, narancssárga borítós változata is.[forrás?]

## Részei
Kötetei többek közt a következők voltak:
- Abonyi Árpád: A fehér asszony
- Barna Jakab: Játékok könyve
- Bársony István: Sugok valamit
- Butti E. A.: A boldogságért
- Czóbel Minka: Két arany hajszál
- E. Kent: A szálló titka
- Eschtrud Natália: A malomherceg
- G. W. Appleton: A félelmetes utas
- Garai Ferenc: Doktor Molitórisz rögeszméje
- Gorkij Makszim:: Régi emberek
- Guti Soma: A pupos
- Hervieu Pál: Az idegen
- Kabos Ede: Az éhező tanyán
- Kabos Ede: Pór
- Kóbor Tamás: Az élet ára
- Kóbor Tamás: A tisztesség nevében
- Kövér Ilma: Révész Magda
- Lagerőf Zelma: A leghatalmasabb érzés
- Malonyay Dezső: A gyáva
- Nagy Endre: A Geődhyek
- Ohnet György: Harcz a szerelemért
- Pakots József: A nyárádi kényur
- Prém József: Idegen szavak szótára
- Rexa Dezső: Egy nemes család története
- Sas Ede: Küzdelem egy sirért
- Seress Imre: A végzet
- Seress Imre: Két millió mint házassági akadály
- Sienkievic Henrik: A szeretet rabja
- Szomaházy István: A botrány
- Szomaházy István: Kártyavár
- Tábori Kornél: A nőgyülölő
- Tábori Kornél: Kalandos szerelem
- Tomori Jenő: Egy család drámája
- Verne Gyula: Camp ole sorsjegye
- Vértesi Arnold: Az élet betege
- Virágh Béla: A trón bolondja

## Képtár
- Kóbor Tamás: A tisztesség nevében
- Prém József: Idegen szavak szótára
- Prém József: Idegen szavak szótára (címlap)
- Kövér Ilma: Révész Magda